# Romeral (Chili)
Romeral is een gemeente in de Chileense provincie Curicó in de regio Maule. Romeral telde 15.187 inwoners in 2017 en heeft een oppervlakte van 1597 km².